# 骇客异次元
是一部1999年的科幻惊悚电影，由喬瑟夫·盧斯納克执导。本片大致改编自丹尼爾·F·加羅耶的1964年小说《三重模拟》，以多重模拟世界为设定。电影获得2000年土星奖最佳科幻电影提名，最後敗給《黑客帝国》。

## 剧情
在1998年的洛杉矶，汉农·富勒拥有一家高科技公司，并进行了模拟世界的研发。这个模拟世界的系统位于第13层楼，系统可以通过链接人脑，和模拟世界中的对象转移意识，从而模拟1937年的洛杉矶。
一天晚上，汉农·富勒被杀害，警探拉里·麦克贝恩随即展开调查。麦克贝恩在调查时遇到了道格拉斯·霍尔，其为汉农公司研发员，也是汉农指定的公司继承人，此外声称为汉农女儿的简·富勒也现身。尽管道格拉斯从未听说过简·富勒，两人之间却有一种Déjà vu的感觉。
在同事杰森·惠特尼的协助下，道格拉斯进入1937年的模拟世界，将意识转移到银行柜员弗格森的身上，试图寻找汉农在模拟世界中留给自己的线索。在回到1998年的现实后，道格拉斯遭人勒索，但不久勒索者也被杀害。警方因此将道格拉斯逮捕，简·富勒为道格拉斯出具了不在场证明，洗脱了其嫌疑。
道格拉斯再次接入模拟系统，进入1937年的世界。道格拉斯找到了汉农对应的模拟链接对象，格里尔森。格里尔森回忆起自己曾将一封信交给了酒店调酒师阿什顿。道格拉斯追上阿什顿。阿什顿告诉道格拉斯，他已经看过了汉农留下的信，并按照信中提供的提示，发现了自己身处的世界是虚拟的。发现真相的阿什顿试图杀死道格拉斯，道格拉斯勉强逃出了模拟世界。
返回现实世界的道格拉斯受到启发，也按阿什顿提及的方法，将车驶向禁区，结果发现世界的边缘竟是一些绿色的数字线条，原来1998年的洛杉矶也只是一个模拟世界。这时简·富勒向道格拉斯解释了真相，她自己来自2024年的世界，1998年的洛杉矶仅是诸多模拟世界中的一个，但却是其中唯一一个开发出了“模拟世界中的模拟世界”的地方（"a simulation within the simulation"），
此外，自己的丈夫大卫曾将意识转移到1998年的道格拉斯身上，并控制其杀害了汉农·富勒。简·富勒表示自己已经爱上了这个世界的道格拉斯。
这时，惠特尼在链接1937年的阿什顿过程中，在1937年的世界里因车祸身亡，阿什顿的意识因此转移到1998年的惠特尼身上。在1998年的世界中，阿什顿要求道格拉斯带自己看第13层楼的模拟系统。简·富勒的丈夫大卫嫉妒成怒，再次将意识转移到道格拉斯身上，先杀死阿什顿，再试图杀死简·富勒。警探麦克贝恩赶到，击毙了被大卫意识操纵的道格拉斯。在2024年的世界中，大卫的意识因此灰飞烟灭，道格拉斯的意识转移到了其身上。道格拉斯和简·富勒最终在2024年的世界中圆满地走到了一起，全剧终。

## 演員
本片的设定主要包括了1937年、1998年和2024年三个世界。
| 演員             | 角色和简介 （1937年）    | 角色和简介 （1998年）            | 角色和简介 （2024年）   |
| 克雷格·比爾科    | 约翰·弗格森 银行柜员     | 道格拉斯·霍尔 高科技公司的研发员 | 大卫 简·富勒的丈夫      |
| 葛雷琴·莫爾      | 不適用                   | 娜塔莎·莫利纳罗 杂货店收银员     | 简·富勒 汉农·富勒的女儿 |
| 阿明·繆勒-斯塔爾 | 格里尔森 古董收藏店店主  | 汉农·富勒 高科技公司的拥有者     | 汉农·富勒 简·富勒的父亲 |
| 文森·唐諾佛利歐  | 杰瑞·阿什顿 酒店调酒师   | 杰森·惠特尼 霍尔的研发员同事     | 不適用                  |
| 丹尼斯·赫柏特    | 不適用                   | 拉里·麦克贝恩 洛杉矶警察局警探   | 不適用                  |
| 施瑞·阿普萊碧    | 布里奇特·马尼拉 酒店舞女 | 不適用                           | 不適用                  |
| 李昂·里皮        | 不適用                   | 律師                             | 不適用                  |
| 瑞夫·休頓        | 不適用                   | 乔伊 高科技公司的保安            | 不適用                  |
| 珍妮·麥克拉蘭    | 不適用                   | 艾琳 高科技公司的前台            | 不適用                  |
| Steven Schub     | 不適用                   | 泽夫·伯恩斯坦 洛杉矶警察局警探   | 不適用                  |
| 艾莉森·拉曼      | 酒店舞女                 | 不適用                           | 不適用                  |

## 奖项和提名
- 2000年第26届土星奖最佳科幻電影：提名[7][8]

## 相关轶事
- 本片原著小说《三重模拟（英语：Simulacron-3）》曾于1973年被德国导演赖纳·维尔纳·法斯宾德翻拍为电视电影《世界旦夕之间》。[9]
- 本片以笛卡尔名言“我思故我在”的黑白字幕开场。[10]
- 本片的导演兼编剧喬瑟夫·盧斯納克（英语：Josef Rusnak）表示本片属于黑色电影的范畴。[11]
- 本片于1999年5月28日在美国上映。在这之前不久，美国已经上映了另外两部模拟世界题材的影片，为同年3月31日的《黑客帝国》和4月23日的《X接觸：來自異世界》。《异次元骇客》在当时的风头一定程度上被前两部电影盖过。[12][13][14]

### 脚注
1. ↑  影片中出现的监控照片中显示的日期是02/24/98（美国日期计法：月/日/年）
2. ↑  英文片名The Thirteenth Floor的由来

## 外部連結
- 互联网电影数据库（IMDb）上《The Thirteenth Floor》的资料（英文）
- AllMovie上《The Thirteenth Floor》的资料（英文）
- 爛番茄上《The Thirteenth Floor》的資料（英文）
- Metacritic上《The Thirteenth Floor》的資料（英文）
- Box Office Mojo上《The Thirteenth Floor》的資料（英文）
- 豆瓣电影上《骇客异次元》的資料 （简体中文）